# Абрахам Бројгел
Абрахам Бројгел (хол. Abraham Brueghel; 1631 – 1690) био је сликар из познате фламанске породице уметника, син Јана Бројгела Млађег, унук Јана Бројгела Старијег и праунук Питера Бројгела Старијег.
Абрахам се родио у Антверпену у Белгији, где је провео већи део своје младости. Сликарску поуку примио је од својега оца Јана Бројгела Млађег. Абрахам је већ као младић постао познат као врло талентовани уметник.
Године 1649. у доба од само 18 година, отишао је у Италију сликати по наруџби за сицилскога принца. То је била прва од многих наруџби у којима је Абрахам приказао своју уметничку вештину у сликању и цртању мртвих природа, најчешће цвећа.
Десет година касније преселио је у Рим те се убрзо оженио. Наставио је сликати углавном мртве природе те је због својих уметничких способности 1670. године позван на Академију Светог Луке - римску академију намењену вишем образовању уметника. 
Годину дана касније преселио је у Напуљ, у којему је живео до своје смрти 1690. године.